# Eucalyptus oxymitra
Eucalyptus oxymitra är en myrtenväxtart som beskrevs av William Faris Blakely. Eucalyptus oxymitra ingår i släktet Eucalyptus och familjen myrtenväxter. Inga underarter finns listade i Catalogue of Life.